# Handball-Oberliga Rheinland-Pfalz/Saar 2019/20
Die Handball-Oberliga Rheinland-Pfalz/Saar 2019/20 (OL-RPS) wurde unter dem Dach der Handball-Landesverbände Rheinhessen (HVR), Rheinland (HVRL), Pfalz (PfHV) und Saar (HVS) organisiert und ist die höchste Spielklasse des Verbundes. Die Oberliga – RPS ist nach der Bundesliga, der 2. Bundesliga und der Regionalliga eine der vierthöchsten Spielklassen im deutschen Handball.

## Saisonverlauf
Die Handball-Oberliga Rheinland-Pfalz/Saar 2019/20 war die achtzehnte Ausspielung dieser Handballliga. Wegen der COVID-19-Pandemie wurde die Saison nach 23 Spieltagen abgebrochen. Durch die abgebrochene Hauptrunde erfolgten die Platzierungen nach der Quotienten-Regel (Punkte durch Spiele) mit zwei Nachkommastellen. In diesem Zusammenhang wurde auch die Abstiegsregel aufgehoben.

## Modus
Sechzehn Mannschaften (Frauen vierzehn) spielten eine Hin- und Rückrunde. Nach Abschluss der daraus resultierenden Spieltage sind die Meister in die 3. Liga aufgestiegen. Absteiger gab es keine. Der Modus war für Männer- und Frauenteams gleich.

## Teilnehmer
Nicht mehr dabei waren die Auf- und Absteiger der Vorsaison. Neu hinzukamen die Aufsteiger (N) aus den Ligen der Landesverbände.

### Abschlussplatzierungen
| Männer  1. SV 64 Zweibrücken - 2. SG Saulheim - 3. DJK SF Budenheim - 4. VTV Mundenheim - 5. MSG HF Illtal - 6. TV Offenbach - 7. VT Zweibrücken-Saarpfalz - 8. HSG Rhein-Nahe Bingen - 9. HV Vallendar - 10 HSG Völklingen - 11 TV 05 Mülheim - 12 HSG Worms - 13 HSG Kastellaun/Simmern - 14 TuS 04 Dansenberg II (N) - 15 HSG Eckbachtal - 16 HC Dillingen/Diefflen (N) | Frauen  HSG Wittlich - 2. TSV 1886 Kandel (N) - 3. SV 64 Zweibrücken - 4. SG Ottersheim/B./K./Z. - 5. HSG Hunsrück - 6. VTV Mundenheim - 7. TV Bassenheim 1911 - 8. TV 1848 Bodenheim(N) - 9. FSG Arzheim/Moselweiß - 10 TSG Friesenheim  11 TG Waldsee 1922 (R) - 12 TG 1848 Osthofen - 13 HF Köllertal - 14 DJK SF Budenheim |

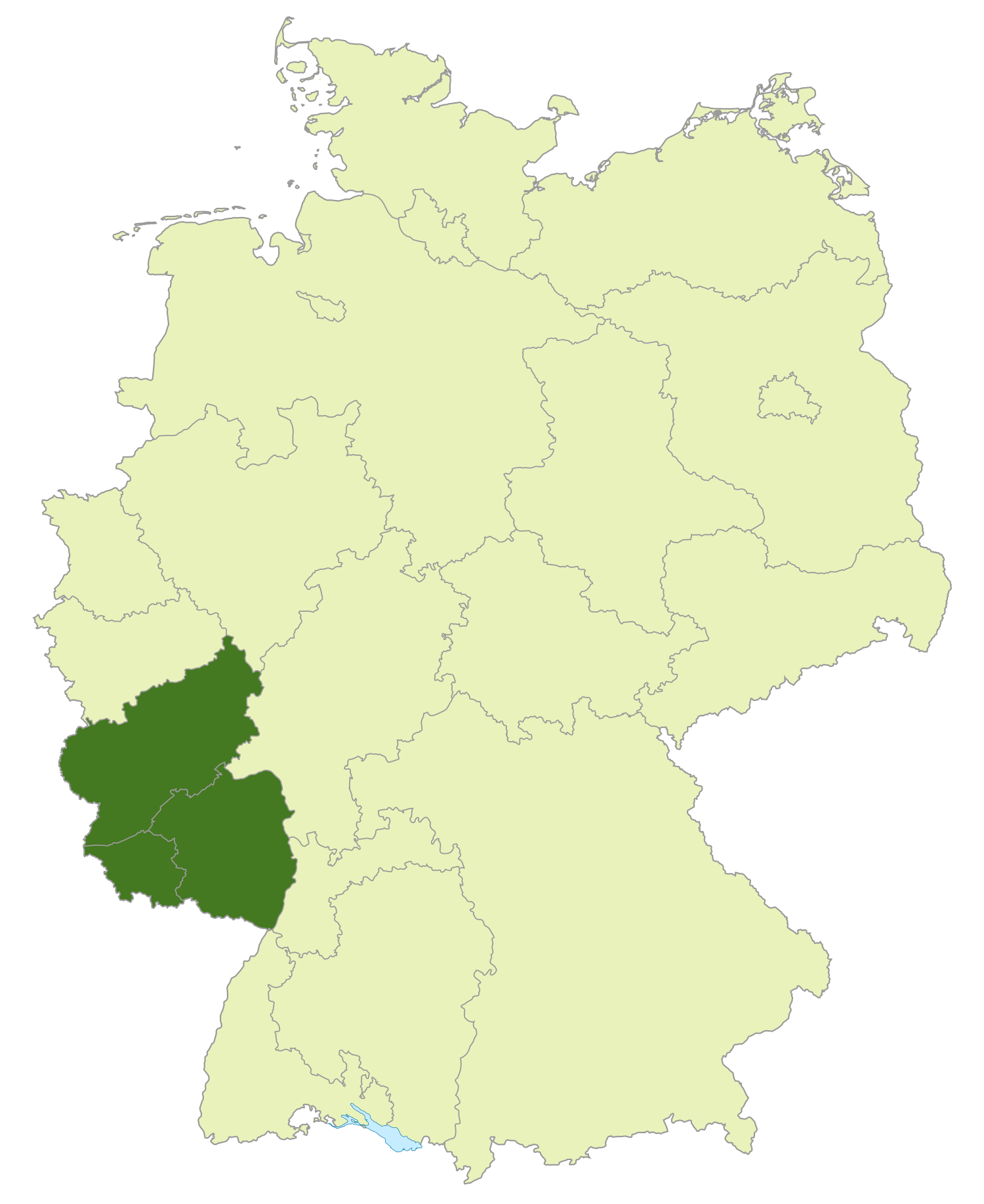
Bereich der Handball-Oberliga
Rheinland-Pfalz / Saarland

- Für die Oberliga 2020/21 qualifiziert